# Geophis dugesii
Geophis dugesii este o specie de șerpi din genul Geophis, familia Colubridae, descrisă de Bocourt 1883. A fost clasificată de IUCN ca specie cu risc scăzut.

## Subspecii
Această specie cuprinde următoarele subspecii:
- G. d. dugesii
- G. d. aquilonaris